# Xenosphingia jansei
Xenosphingia là một chi bướm đêm thuộc họ Sphingidae, gồm một loài Xenosphingia jansei, được tìm thấy ở arid bush ở miền tây Zimbabwe và adjoining Botswana.